# Анна-Якобаполдер
Анна-Якобаполдер (нід. Anna Jacobapolder) — село в нідерландській провінції Зеландія. Входить до муніципалітету Толен.
Його площа становить 0,07 км², а населення станом на 2021 рік складало 230 осіб.